# Paso de La Laguna
Paso de La Laguna é uma junta de governo da província de Entre Ríos, na Argentina.